# 特里尼蒂 (印第安納州)
特里尼蒂（英語：Trinity）是位於美國印第安納州傑伊縣沃巴什镇区的一個非建制地區。該地的面積和人口皆未知，海拔高度863英尺（263米）。